# Потылицын, Дмитрий Павлович
Дмитрий Павлович Потылицын (Потылицин) (1908—1944) — советский военный. Участник Великой Отечественной войны. Герой Советского Союза (1943). Гвардии капитан.

## Биография
Дмитрий Павлович Потылицын родился 7 сентября 1908 года в селе Батени Минусинского уезда Енисейской губернии Российской империи (ныне Боградский район Республики Хакасия Российской Федерации) в крестьянской семье. Русский. Рано потеряв родителей, Дмитрий Павлович был определён в детский дом. Окончил 4 класса начальной школы. До призыва на военную службу работал в сельскохозяйственной коммуне и колхозе. В 1930—1932 году Д. П. Потылицын проходил срочную службу в рядах Рабоче-крестьянской Красной Армии. После демобилизации жил в одном из рабочих посёлков при шахтах Черногорского месторождения Минусинского угольного бассейна, которые позднее были объединены в город Черногорск. Работал шахтёром. Участвовал в стахановском движении.
Вновь в Красную Армию Д. П. Потылицын был призван Минусинским районным военкоматом Красноярского края в июне 1941 года. Окончил курсы младших лейтенантов в Красноярске. До лета 1942 года служил в запасном полку в Новосибирске. В июне 1942 года лейтенант Д. П. Потылицын получил направление в 6-ю резервную армию Ставки Верховного Главнокомандования, на базе которой 7 июля 1942 года была образована 6-я общевойсковая армия. Дмитрий Павлович был назначен командиром 1-й стрелковой роты 955-го стрелкового полка 309-й стрелковой дивизии. 9 июля 1942 года 6-я армия была включена в состав Воронежского фронта. Боевое крещение лейтенант Д. П. Потылицын принял 10 июля 1942 года в оборонительных боях на левом берегу Дона к западу от города Лиски Воронежской области в ходе Воронежско-Ворошиловградской операции. С 10 августа 1942 года 309-я стрелковая дивизия вела бои на Дону в составе 40-й армии. Осенью 1942 года за умелое руководство подразделением Дмитрий Павлович получил звание старшего лейтенанта.
В январе 1943 года рота старшего лейтенанта Д. П. Потылицына отличилась в ходе Острогожско-Россошанской операции, уничтожив в бою за город Острогожск до батальона немецкой пехоты и семь огневых точек противника. Сам Дмитрий Павлович всегда появлялся в боевых порядках батальона в самые трудные моменты боя и личным примером воодушевлял своих бойцов на выполнение боевых задач. В феврале-марте 1943 года Д. П. Потылицын участвовал в Воронежско-Касторненской и Харьковской операциях, освобождал города Богодухов, Харьков и Белгород. 25 марта 1943 года в бою у посёлка Опошня Полтавской области Украинской ССР Дмитрий Павлович был ранен и эвакуирован в госпиталь. В июне 1943 года он вернулся в свою часть, и получив звание капитана, был назначен заместителем командира 1-го стрелкового батальона 955-го стрелкового полка. В ходе оборонительной фазы Курской битвы батальон держал оборону в Ракитянском районе Белгородской области восточнее посёлка Пролетарский. В ходе контрудара Воронежского фронта на Курской дуге 17 июля 1943 года в бою у села Новосёловка из строя вышел командир батальона и Дмитрий Павлович принял командование подразделением на себя. Под его командованием батальон первым в полку ворвался в немецкие траншеи и выбил из них противника. За время боевых действий в период с 17 июля по 1 августа 1943 года батальон Потылицына уничтожил более 450 вражеских солдат. Перед началом Белгородско-Харьковской операции большое значение командование фронта придавало разведке. Лично возглавив разведгруппу, Д. П. Потылицын за двое суток захватил 6 контрольных пленных, выполнив задание командования на отлично. Перед началом наступления Красной Армии на Курской дуге Дмитрий Павлович был утверждён в должности командира батальона. В ходе наступления его батальон одним из первых ворвался в город Лебедин и участвовал в его освобождении.
После разгрома немецко-фашистских войск на Курской дуге советские войска практически без паузы начали Битву за Днепр. В ходе Сумско-Прилукской фронтовой операции 309-я стрелковая дивизия участвовала в освобождении городов Лохвица и Пирятин. Преодолев с боями около 300 километров 21 сентября 1943 года она вышла к Днепру западнее Переяслава. Дивизия не имела штатных переправочных средств, но командир 1-го стрелкового батальона 955-го стрелкового полка «проявил исключительное мастерство, находчивость и умение в преодолении водных преград» и в ночь с 21 на 22 сентября 1943 года со своим батальоном под ураганным огнём противника форсировал Днепр и захватил плацдарм на правом берегу реки у хутора Монастырёк. В период с 22 сентября по 20 октября 1943 года батальон капитана Потылицына отразил 48 контратак троекратно превосходящих сил противника, в том числе 12 танковых. В ходе боёв за плацдарм бойцы Потылицына разгромили два немецких батальона и ещё одному батальону нанесли тяжёлое поражение. Было уничтожено 3 танка, 9 автомашин с боеприпасами и военными грузами, 12 станковых пулемётов, захвачено 56 пленных. 1-й стрелковый батальон Потылицина не только удержал занятый плацдарм, но и существенно расширил его. Перейдя в контратаку, он выбил противника из хутора Монастырёк, а также захватил и удержал исключительно важную высоту 175,4. За успешное форсирование реки Днепр южнее Киева, прочное закрепление плацдарма на западном берегу реки Днепр и проявленные при этом отвагу и геройство указом Президиума Верховного Совета СССР от 23 октября 1943 года капитану Потылицыну Дмитрию Павловичу было присвоено звание Героя Советского Союза.
В конце октября 1943 года Д. П. Потылицын был отозван с фронта и после церемонии награждения в Кремле направлен на курсы усовершенствования командного состава «Выстрел». По окончании курсов в начале июня 1944 года он получил двадцать дней отпуска, после чего отбыл на 3-й Белорусский фронт и 3 июля 1944 года был зачислен во фронтовой офицерский резерв. В ходе Вильнюсской фронтовой операции, проводимой в рамках Белорусской стратегической операции, Дмитрий Павлович был назначен командиром стрелкового батальона 171-го гвардейского стрелкового полка 1-й гвардейской мотострелковой дивизии 11-й гвардейской армии. Под его командованием батальон участвовал в освобождении города Ошмяны, форсировал Неман южнее города Алитус. В ходе Каунасской фронтовой операции гвардии капитан Д. П. Потылицын со своим батальоном освобождал западные районы Литвы, участвовал в боях за город Калвария. Отразив в августе 1944 года многочисленные контратаки немецко-фашистских войск на подступах к границам Восточной Пруссии, к концу месяца войска 3-го Белорусского фронта вышли к заранее подготовленным укреплённым позициям противника на рубеже восточнее линии Расейняй — Кибартай — Сувалки. В позиционных боях западнее местечка Гражишкяй Мариямпольского уезда Литовской ССР 27 сентября 1944 года гвардии капитан Д. П. Потылицын погиб. Первоначально он был похоронен в городе Алитусе Литовской ССР. Позднее его прах был перезахоронен в Рязани на Скорбященском кладбище.

## Награды
- Медаль «Золотая Звезда» (23.10.1943);
- орден Ленина (23.10.1943);
- орден Красного Знамени (13.09.1943);
- орден Суворова 3 степени (24.11.1943);
- орден Красной Звезды (25.06.1943).

## Память
- Именем Геря Советского Союза Д. П. Потылицына названа улица в посёлке Боград Республики Хакасия.

## Документы
- Общедоступный электронный банк документов «Подвиг Народа в Великой Отечественной войне 1941—1945 гг.» Дата обращения: 10 марта 2013. Архивировано из оригинала 13 марта 2012 года.

Представление к званию Героя Советского Союза. Дата обращения: 10 марта 2013. Архивировано 7 апреля 2013 года.
Указ Президиума Верховного Совета СССР о присвоении звания Героя Советского Союза. Дата обращения: 10 марта 2013. Архивировано 7 апреля 2013 года.
Орден Красного Знамени (наградной лист и приказ о награждении). Дата обращения: 10 марта 2013. Архивировано 7 апреля 2013 года.
Орден Суворова 3-й степени (наградной лист и приказ о награждении). Дата обращения: 10 марта 2013. Архивировано 7 апреля 2013 года.
Орден Красной Звезды (наградной лист и приказ о награждении). Дата обращения: 10 марта 2013. Архивировано 7 апреля 2013 года.
- Обобщённый банк данных «Мемориал». Дата обращения: 10 марта 2013. Архивировано из оригинала 10 мая 2012 года.

ЦАМО, ф. 33, оп. 11458, д. 418.
ЦАМО, ф. 33, оп. 11459, д. 336, л. 1.
ЦАМО, ф. 33, оп. 11459, д. 336, л. 3.
ЦАМО, ф. 33, оп. 11458, д. 265.
ЦАМО, ф. 33, оп. 563784, д. 19.
ЦАМО, ф. 33, оп. 594259, д. 0025.